# Guido Neukamm

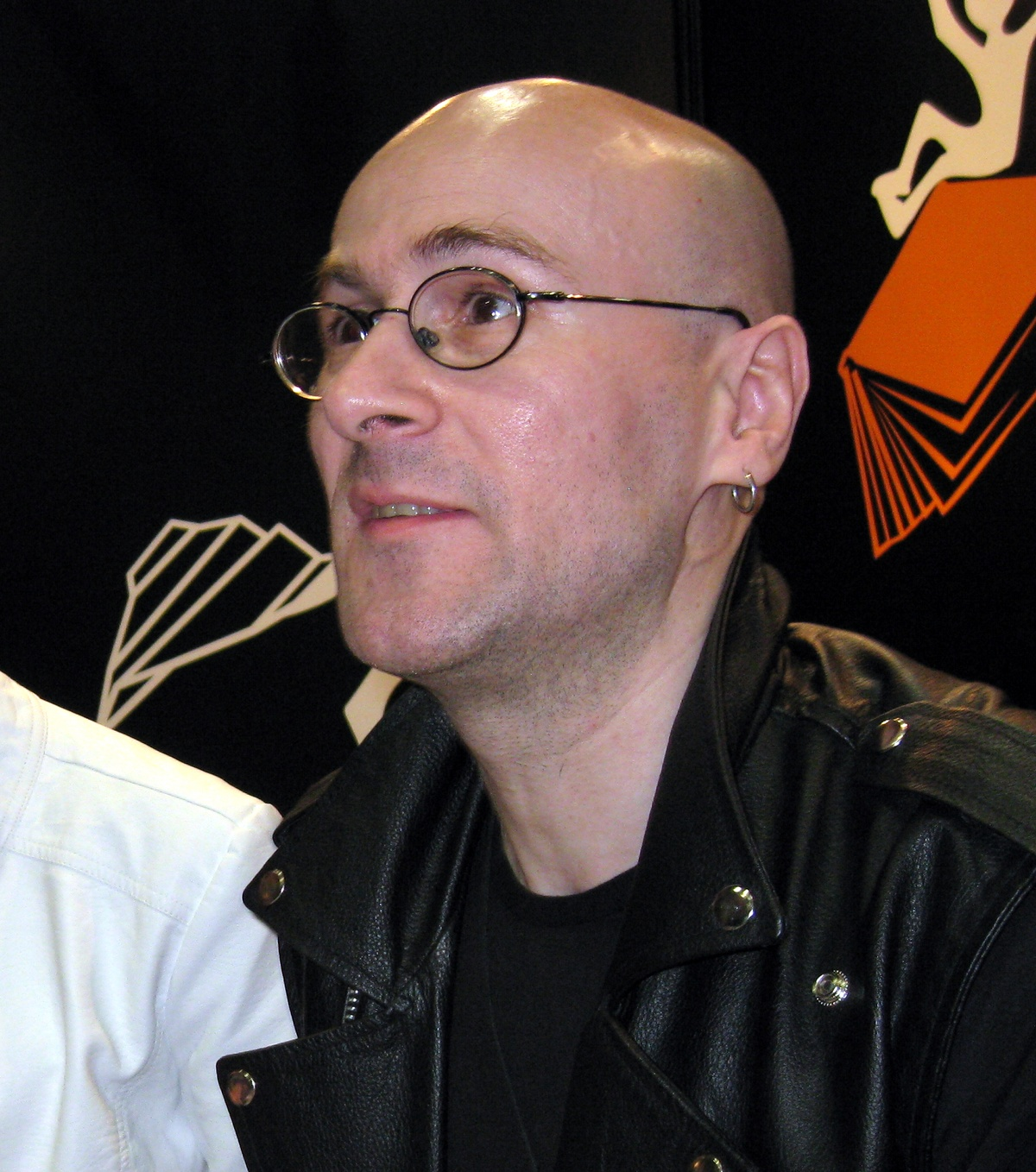
Guido Neukamm auf der Leipziger Buchmesse 2009

Guido Neukamm (* 10. September 1963 in Berlin) ist ein deutscher Comiczeichner und -autor.

## Werdegang
Guido Neukamm zeichnete lange vor allem für MAD-Magazin und Zack. Seit 1989 interessiert er sich für Mangas. Er lernte Daniel Gramsch kennen, welcher seine Mad-Comics koloriert und gemeinsam mit ihm textet. Nachdem er 2003 bei der Sendung Reläxx die Zeichnerin Marie Sann kennengelernt hat, schufen beide gemeinsam mehrere Geschichten im Manga-Stil, die bei Tokyopop erschienen.

## Werke
- Worlds Across (2005 in Manga Fieber)
- Grrr! (2006 im Campus-Verlag)
- Sketchbook Berlin (2006 bei Tokyopop)
- Krähen (seit 2009 bei Tokyopop)
- Nocturnal Nemesis Vol.:1 (seit 2011 im Comic Culture Verlag)